# クレイグの妻
『クレイグの妻』（クレイグのつま、Craig's Wife）とは、1936年のアメリカ合衆国のドラマ映画。ロザリンド・ラッセルが傲慢な妻を演じた。ピューリッツァー賞を受賞したジョージ・ケリー（グレース・ケリーの叔父）の同名ブロードウェイ戯曲が原作。監督はドロシー・アーズナー。元俳優のウィリアム・ヘインズが美術を担当した。1928年の『Craig's Wife』に次いで2度目の映画化。1950年にもジョーン・クロフォードとウェンデル・コーリーで『Harriet Craig』のタイトルで映画化されている。
日本では1936年12月8日に日比谷映画劇場で封切られた。当時の新聞広告の惹句は次の通り。「女性の独立に目覚めたと自ら意識せるクレイグの妻の悲劇と罪は何か? 全女性と家庭を貫く永遠の問題を取扱へる、米劇壇のプリッツァ賞のジョージ・ケリーの原作映画化!」

## ストーリー
ハリエット・クレイグの生き甲斐は家を綺麗に保つことだった。
しかしそれは度を過ぎたもので、やがて訪ねてくる友人もいなくなった。
今また、子供を招き入れた夫の叔母に激怒し、知り合いの労働者を台所に入れた女中をクビにした。
ハリエットの周りから一人また一人去って行き、遂には夫まで家を出て行く。
ハリエットはひとりきりになるが、それでも家を綺麗にせずにはいられなかった。

## キャスト
- ハリエット・クレイグ: ロザリンド・ラッセル
- ウォルター・クレイグ: ジョン・ボールズ（英語版） - ハリエットの夫。
- フレジア夫人: ビリー・バーク - 隣家。
- ハロルド夫人: ジェーン・ダーウェル - 女中。
- エセル・ランドレス: ドロシー・ウィルソン（英語版） - ハリエットの姪。
- エレン・オーステン: アルマ・クルーガー - ウォルターの叔母。
- ファーガス・パスモア: トーマス・ミッチェル - ウォルターの友人。
- ビリー・バークマイア: レイモンド・ウォルバーン（英語版）
- ランドレス夫人: エリザベス・リスドン（英語版）
- ジーン・フレデリックス: ロバート・アレン（英語版） - エセルの許婚。
- メイジー: ニディア・ウェストマン（英語版） - 女中。
- パスモア夫人: キャスリーン・バーク（英語版）
- トム: ジョージ・オファーマン

## 評価
- ルエラ・パーソンズはこう書いている。「『クレイグの妻』はよく知ってるわ、典型的な女性劇よね。ロザリンドもだけど、業界で唯一の女性監督ドロシー・アイズナーを起用したのはビジネスとしてとても賢明だと思うわ[5]」
- 「『クレイグの妻』の共演陣だが、1本の映画にこよくれだけ強力なメンバーが集まったものだ[6]」（Harrisonburg Daily News Record）
- 「全女性の生き方を赤裸々に描いたこのダイナミックなドラマは人妻も恋人も見逃していけないスクリーンの勝利だ!　…ブロードウェイに衝撃を与え、ピューリッツァー賞を受賞した劇が、いま、女性のハートと燃える情熱をむきだしにする![7]」（Port Neches Chronicle）
- 「『クレイグの妻』は女性観客にアピールし、映画に知性を求める人々から刮目されそうだ。出来は良いし、演技も素晴らしく、さらなる好評が期待できる[8]」（Oakland Tribune）